# Linn Perssonová
Linn Gestblomová (rozená Perssonová * 27. června 1994 Torsby) je švédská biatlonistka, olympijská vítězka ze štafety z pekingské olympiády.
Ve světovém poháru vyhrála ve své dosavadní kariéře čtyři kolektivní závody. Jejím nejlepším umístěním v individuálních závodech jsou třetí místa v závodu s hromadným startem v prosinci 2019 v Annecy a ze sprintu z Kontiolahti z prosince 2022.
Biatlonu se věnuje od roku 2003. Ve světovém poháru debutovala v listopadu 2015 ve vytrvalostním závodě v Östersundu. Zúčastnila se také Zimních olympijských her 2018, kde individuálně skončila nejlépe ve vytrvalostním závodě na 11. místě. Se švédskou štafetou získala stříbrnou medaili.

## Výsledky

### Olympijské hry a mistrovství světa
| Sezóna  | D   | Místo                | SP  | SZ  | HZ  | IZ  | ŠT  | SŠT | SZD | Věk    |
| ------- | --- | -------------------- | --- | --- | --- | --- | --- | --- | --- | ------ |
| 2015/16 | MS  | Oslo                 | 34. | 40. | —   | 10. | 36. | 12. | ×   | 22 let |
| 2017/18 | ZOH | Pchjongčchang        | 37. | 21. | 22. | 11. | 2.  | –   | ×   | 23 let |
| 2018/19 | MS  | Östersund            | 42. | 21. | 9.  | 15. | 2.  | 5.  | –   | 24 let |
| 2019/20 | MS  | Anterselva           | 44. | 32. | –   | 47. | –   | 11. | –   | 25 let |
| 2020/21 | MS  | Pokljuka             | 16. | 19. | 11. | 21. | 5.  | 3.  | –   | 26 let |
| 2021/22 | ZOH | Peking               | 12. | 5.  | 24. | 15. | 1.  | –   | ×   | 27 let |
| 2022/23 | MS  | Oberhof              | 3.  | 10. | 8.  | 2.  | 3.  | –   | –   | 28 let |
| 2023/24 | MS  | Nové Město na Moravě | –   | –   | 17. | 10. | 2.  | –   | –   | 29 let |

## Vítězství v závodech světového poháru, na mistrovství světa a olympijských hrách

### Kolektivní
| Č.                            | sezóna    | datum             | místo                | disciplína           |
| ----------------------------- | --------- | ----------------- | -------------------- | -------------------- |
| 1.                            | 2020/2021 | 4. března 2021    | Nově Město, Česko    | štafeta              |
| 2.                            | 2020/2021 | 14. března 2021   | Nově Město, Česko    | smíšený závod dvojic |
| 3.                            | 2021/2022 | 11. prosince 2021 | Hochfilzen, Rakousko | štafeta              |
| OH                            | 2021/2022 | 16. ledna 2022    | Peking, Čína (ZOH)   | štafeta              |
| 4.                            | 2022/2023 | 1. prosince 2022  | Kontiolahti, Finsko  | štafeta              |
| – závod na olympijských hrách |           |                   |                      |                      |